# Ева Хенгер
Ева Хенгер (на италиански: Éva Henger) е италианска актриса, фотомодел, телевизионна личност и бивша порнографска актриса от унгарски произход.

## Биография

### Kариера

#### Дебют
Хенгер е родена  на 2 ноември 1972 г. в Дьор, Унгария, като дъщеря на директор на консерватория и автор на текстове на песни и на класическа и бална танцьорка. Започва кариерата си на фотомодел на 14 години благодарение на майка си, която изпраща някои от снимките й на конкурса за красота „Фотомодел на годината“, където тя се класира сред първите три. След това е телевизионно лице в телевизионни реклами на верига търговски центрове.
През 80-те години играе хандбал на състезателно ниво в отбора, който печели шампионата, "Magyar női nagypályás kézilabda-bajnokság". На 15 г. се класира на трето място в конкурс за красота в Унгария и освен че прави реклами по телевизията, започва да бъде рекламно лице на списания, вестници и периодични издания; Kurier и Reforme са едни от първите, за които работи (за последното пише и собствена колонка). На 16 г. участва в конкурса за красота Визия на годината.
Завършва средното си образование в Унгария, където учи в Prohászka Ottokár Orsolyita Gimnázium, Általános Iskola és Óvoda в Дьор, където учи танци, специализирайки класически балет; в допълнение към класическото си обучение учи пиано в продължение на осем години, работи като медицинска сестра в продължение на две години и ръководи зала за боулинг в продължение на две години. В тези години дебютира като актриса в немски телевизионни драми, а сред най-известните сериали, в които участва, е Derrick.

#### 1989 –1994
Едва на 17 г. е избрана за Мис Тийн Унгария 1989. На следващата година се класира на второ място след кралицата на Унгария в Будапеща и е избрана за Мис Алпе Адриа 1990 във Филах, Австрия. През 1990 г. е наета от италианско-унгарската агенция Блу Ейнджълс, чийто съосновател е Рикардо Скики, и нейната работа включва различни рекламни дейности и работа на модел, но не и голота. Първата гола работа с Рикардо Скики като гламур фотограф датира от началото на 90-те години: това е гола фотосесия за списание „Плеймен“. Хенгер дефилира по целия свят, главно в европейските страни, предимнно в Унгария и Австрия, но също и в Германия, Франция и Италия.
След като се премества в Италия, тя засилва сътрудничеството си със Скики, който по-късно става неин съпруг, и започва да се представя в помещенията на агенцията „Дива Футура“, чийто съосновател е той, както и на други места за лап денс в цяла Италия. В няколко от ревютата си Ева използва банкноти, по-точно щатски долари с образа си. Работи и като диджей. Също така помага на съпруга си в режисурата и фотографията, включително хардкор фотография. В същото време прави своя дебют в света на хардкора също под ръководството на съпруга си; нейният дебют е във филм на Роко Сифреди през 1993 г.
Междувременно през 90-те г. първите италиански марки, за които работи, са Киара Бони, Фенди и други.  В допълнение към работата си на фотомодел тя позира за корици по целия свят, по-специално участва в много фотосесии за множество списания, особено в Южна Америка. Именно в Перу Хенгер е главната героиня в предаването Cin cin, излъчвано по перуанската телевизия.
От тези години започва да позира за различни списания по света: Плейбой, Максим, Плеймен, Макс, Ексцелзиор, Бос, Дива Футура, Пентхаус, Блиц, Ле Оре и много други.

#### 1995 – 1998
През 1995 г. позира за календара на Пентхаус. През същата година се появява заедно с Илона Сталер, Моана Поци и съпруга си Рикардо Скики, автор на книгата, на корицата на книгата Oltraggio al pudore, публикувана от Арбор. На следващата година е сред главните герои на Camerini ardente, режисиран от Пиетро Бала и Моника Репето – документален филм, представен на 14-ия филмов фестивал в Торино (TFF). Също през 1996 г. дебютира в комедийни филми с Fantozzi - The Return, режисиран от Нери Паренти.
През 1998 г. записва първия си сингъл Ooh Yeah с музикално видео към него. През същата година участва в актьорския състав на A Song for Eurotrash, режисиран от Питър Стюарт. Също през 1998 г. е главната героиняна Le avventure ermetiche di Eva Henger – комикс, създаден от Рикардо Скики, нарисуван от Джузепе Ди Бернардо с Якопо Бранди по идея на Марко Бианкини, публикуван на части в сп. „Дива Футура“. През същата година тя е главната героиня на Un mostro di nome Lila, режисиран от Енрико Бернард; календар от 1999 г. също е базиран на филма. Освен това през същата година е главната героиня на Il fantasma, режисиран от Джо Д'Амато ; това е еротичният и романтичен римейк на „Фантомът на Операта“ – роман на Гастон Леру. На следващата година е главната героиня на I sogni proibiti di Lila, режисиран от Енрико Бернард .
През последните години участва и в пътуващия панаир на еротични шоута като Erotica tour.

#### 1998 – 2005
Порнографската й филмография наброява 18 филма. По-късно Хенгер заявява, че в действителност са заснети само четири филма и че останалите са направени чрез повторно използване на сцени, изрязани от тези четири. Тя решава да напусне този свят; последният й филм във филмографията й е от 2001 г., режисиран от съпруга й Рикардо Скики. Вместо това тя активизира кариерата си на актриса в други жанрове, които вече развива паралелно. Продължава работата си като модел, позирайки за различни списания. Освен това от 1998 г. до 2008 г. е главната героиня на 15 секси календара, продуцирани от Дива Футура, а фотографът на много творби, включително много календари, е Рикардо Скики. 
Между 2000 и 2010 г. участва в три издания на тв предаване „Чао Дарвин“ по Canale 5. От 2000 до 2002 г. е в актьорския състав на Milano-Roma по Rai 2. От 2000 г. до 2005 г. е водеща на радиопрограмата Due di notte по Rai Radio 2. През тези години също започва да работи като инфлуенсър.
През 2001 г. е в ролята на Реджина – главната героиня на филма Il gioco dei sensi, режисиран от Енрико Бернард, има роля в E adesso sesso, режисиран от Карло Ванцина, и взема участие в Eurotrash по английския Чанъл 4. Освен това през 2001 г. се присъединява към Енрико Бертолино и Наташа Стефаненко в Convenscion на Rai 2, последвано от Superconvenscion и на следващата година Convenscion a colori и Convenscion Express отново на Rai 2; в рамките на тези програми, където тя също играе ролята на социолог, е включен ситкомът Zovvo, където Ева играе съпругата на Zovvo, изигран от Тулио Соленги. През 2001 г. тя е водеща на Eva contro Henger по My-Tv, който освен като телевизионен канал се смята и за уеб телевизия, и взема участие в Stracult по Rai 2, където е режисирана в различни късометражни филми на режисьори като Дино Ризи или Лучано Емер в ролята на г-жа Фотенберг. Отново в Stracult е в актьорския състав на ситкома Max-G Hunter Production. През 2001 г. участва във Furore по Rai 2. Отново по Rai 2 през 2002 г. е в Stracult Redux. През спортния сезон 2001-2002 г. е спонсор на Палаволо Палермо – женски волейболен клуб от Серия A1.
През 2002 г. е в актьорския състав на Бандите на Ню Йорк – филм, режисиран от Мартин Скорсезе. Дъщеря й Мерседес прави своя дебют във филма, използвайки фамилията на майка си, с която ще работи и по други поводи. През същата година Хенгер също е в актьорския състав, в ролята на г-жа Фотенберг, на  L'ispettore Derrick... e Harry!, режисиран от Дейвид Емер. Между 2002 и 2003 г. участва в Cocktail d'amore по Rai 2. През 2003 г. участва в Libero и в Tv Zone, двете програми се излъчват по Rai 2 и за същия канал отново участва в Stracult, където участва и в актьорския състав на ситкома Argoss - Il fantastico Superman. Освен това през 2003 г. участва в документално-фантастичния La dolce via – среднометражен филм, режисиран от Марко Коли.
Между 2004 и 2005 г. участва в телевизионната програма Cronache Marziane по Italia 1. Завръща на работа под ръководството на Карло Ванцина както през 2004 г., като се присъединява към актьорския състав на филма Le barzellette, така и през 2005 г. като актриса в  Il ritorno del Monnezza. Също през 2005 г. участва в актьорския състав на филма Tutti all'attacco, режисиран от Лоренцо Виньоло.

#### 2005 – 2008
През 2005 г. е една от участничките във второто издание на риалити шоуто „Фермата", водено от Барбара Д'Урсо и излъчвано по Canale 5; класирана е като полуфиналист. Освен това през 2005 г. тя води телевизионната програма Paperissima Sprint по Canale 5 заедно с Габибо, превръщайки се в любимка на децата. През същата година участва и в предаването Domenica In по Rai 1. От 2005 г. се появява в музикални клипове на други певци.
През 2006 г. влиза в къщата на Big Brother 6 за конкретен седмичен тест: да учи децата на унгарски език. През същата година участва в актьорския състав на четири филма: Nemici per la pelle на Росела Друди, AD Project на Ерос Пулиели, играе главната героиня Лила в La natura di Lila на Енрико Бернард и ролята на Инга в Parentesi tonde на Микеле Лунела. Също през 2006 г. излиза вторият й сингъл My Heart Is Dancing, който е придружен от музикален видеоклип. През същата година тя е един от героите на Una settimana di risate с Макс Тортора, режисиран от Давид Емер. Участва и във Фестивално шоу 2006, както като певица, така и като танцьорка, заедно с дъщеря си Мерседес. Тя е и главната героиня на късометражния филм Il gioiello, режисиран от Стефано Калваня. Води и „Новогодишно фестивално шоу 2006-2007“.
От 2006 г. до 2008 г. участва в Saturday Night Live from Milano по Italia 1, който също излъчва The Bang – криминален ситком, в който Хенгер играе заедно с Енцо Салви. През 2007 г. по Italia 1 води Paone Azzardo с Алесандро Чеки и участва в тв предаване Lucignolo. През същата година е главната героиня заедно с Енцо Салви в ситкома  Le avventure di Diabetik и записа своя трети и четвърти сингъл: Quando te quiero и Romantica съответно; за последния си сътрудничи с Мал. През същата година тя получава наградата  "Premio Cinefestival Salerno" и "Premio speciale della direzione del Festival" – и двете по време на 61-ия Международен филмов фестивал в Салерно. Участва в музикалното предаване „Фестивално шоу“ през 2007 г.
През 2008 г. е в актьорския състав на три филма: главната героиня Джесика в Torno a vivere da sol на Джери Кала, Ленка в Bastardi на Федерико Дел Дзопо и Андрес Алче Мелдонадо и Лорена в Guarda le stelle на Стефано Калваня. Освен това през същата година тя участва в кулинарното шоу за таланти Chef per un giorno, лектор е на Телефилм Фестивал и е в актьорския състав на предаването Cocktail d'amore Zip по RaiSat Premium.  Също през 2008 г. заедно с дъщеря си получава признанието на римската дискотека „Пайпър Клъб“.

#### 2008 – 2016
Тя е редовна коментаторка в телевизионните предавания Pomeriggio Cinque от 2008 до 2023 г. и на Domenica Cinque от 2009 до 2012 г. от 2012 до 2021 г. и впоследствие също става редовна коментаторка в Domenica Live; всичките програми са водени от Барбара Д'Урсо по Canale 5. Освен това от 2009 г. до 2012 г. е коментаторка в Mattino Cinque – програма, водена от Федерика Паникучи по Canale 5.
През 2009 г. записва петия си сингъл Lost Love. Издаден е и миниалбум със същото заглавие, което съдържа не само Lost Love в различни версии, но и песента Circles. Освен това през същата година тя създава календар на Малдивите, докато е бременна с третото си дете – дъщеря й Дженифър.
През 2010 г. се завръща в Stracult по Rai 2 с късометражния филм La performance dei morti viventi, в който е главната героиня. През същата година участва в Top Secret по Rete 4 и записва заедно с Dr. Feelx шестия си сингъл Parole parole, кавър на песента на Мина.
Освен това през 2011 г. се появява на корицата на сп. Плейбой Италия. През 2012 г. позира за календар и играе Анджелика във филма Fallo per papa, режисиран от Чиро Черути и Чиро Вилано. Води програмата Hobby по Vero и участва в документалния филм Il Signore del Porno - Riccardo Schicchi, режисиран от Алберто Д'Онофрио.
Също така през 2012 г. тя е главната героиня в криминалната драма (по която е заснет и филмът) Roma nuda в ролята на графинята, режисиран от Джузепе Ферара; филмът остава неизлъчван за широката публика, с изключение на частната прожекция в Рим през 2012 г. От 2012 до 2015 г. във Vero води трите издания на Pescati dalla rete и трите на Pescati dalla rete - Christmas Edition; дъщеря й Дженифър присъства и в двете програми.
През 2013 г. Дебора Атаназио, секретарката на Рикардо Скики, публикува книгата „Не казвай на майка си, че съм секретарка – Мемоари на едно нормално момиче от кралския двор“, издадена от Sperling & Kupfer, в чийто разказ става въпрос и за Ева Хенгер. През същата година Хенгер издава седмия си сингъл Tum cha cha с музикалното видео и участва в La Mala EducaXXXion по LA7d. През последните години участва в различни късометражни филми, като си сътрудничи със студенти по кино. През 2015 г. участва като певица в Cantando ballando по Canale Italia.

#### 2016 – 2023
Продължава дейността си като коментаторка в предаванията на вестник Videonews с водеща Барбара Д'Урсо. През 2016 г. е в актьорския състав на Habemus film - Perugia Oggi – филм, режисиран от Роберто Горачи и Алесио Ортика, приходите от който са дарени за благотворителност. От 2016 г. до 2018 г. участва във VIP Champion на 361tv, където се състезава в единичния и двойния тенис (със съпруга си Масимилиано Каролети), като ги печели, а също и в категорията „баскетбол“.
Между 2017 и 2018 г. е редовна коментаторка в уеб програмата Casa Signorini на 361tv. През 2018 г. е един от състезателите в 13-то издание на L'isola dei famosi – риалити шоу, водено от Алесия Маркуци по Canale 5.
От 2019 г. до 2020 г. е коментаторка в Live - Non è la D'Urso – програма, водена от Барбара Д'Урсо по Canale 5. През 2019 г. записва сингъла с Шара Come Adamo ed Eva, от който два музикални видеоклипа са пуснати през 2020 г.
Освен това през 2020 г. е главната героиня на късометражния филм Il postino sogna sempre due volte, режисиран от Роко Марино, за който е отличена с „наградата за киноизложители“ на 19-ия филмов фестивал във Виламаре. През 2022 г., заедно с дъщеря си Мерседес е жури в Шарм еш-Шейх на Lollapalooza Got Talent.
През 2023 г. участва, заедно с дъщеря си Мерседес в токшоуто Il Salone delle Celebritià - Sanremo 2023. През 2023 г. излиза сингълът Influencer (издание „Sfrizzami“) от Сара Томази, изпят заедно с Хенгер и Франческа Чиприани.

#### 2023 –
През 2023 г. Хенгер води конкурса за красота Miss Woman Beauty Contest - World Edition и е главната героиня, играейки себе си, във филма Tic toc на режисьора Давиде Сковацо. Получава наградата за цялостно творчество по време на Фестивала на киното в Неапол и Специалния златен хирпус на Международния филмов фестивал в Ариано (AIFF); тя също е наградена, заедно със съпруга си Масимилиано Каролети и дъщеря им Дженифър, със Специална награда – Дневната на знаменитостите – Венеция 2023“ – токшоу, в което тя също е част от актьорския състав.
Също през 2023 г. участва в Essere Moana - Segreti e mister –, документална поредица за живота на Моана Поци, режисирана от Алесандро Галуци, Флавия Триджани и Марина Лои.
На следващата година заедно с дъщеря си Мерседес участва в документалното риалити Il salone delle celebrità на Federico Fashion Style по каналите Real Time и Discovery+. Също през 2024 г. участва заедно с дъщеря си Мерседес в телевизионния сериал Sartù, il sorriso è servito. Освен това през същата година е публикуван фотографският том Italian Party със снимки на фотографите Летиция Джамбалво и Виталиано Наполитано, публикувани от 89Books, състоящ се от 180 снимки на Рим на големите звезди, в които е включена и Ева Хенгер.
През 2024 г. дебютира в света на сценаристите, като ръководи историята и сценария за късометражния филм Pin Hacked на Андреа Д'Емилио – късометраженен филм, в който тя е и секретар по монтажа и се грижи за кастинга. Заснет е и Diva Futura – игрален филм, режисиран от Джулия Щайгервалт, фокусиран върху фигурата на Рикардо Скики и агенцията Дива Футура и в него Хенгер се играе от хърватската актриса Теса Литван. През същата година подписва темата, обработката и сценария на международния трилър The Contract – игрален филм на английски език, режисиран от Масимо Паолучи; във филма тя дебютира и като асистент-режисьор и се грижи за кастинга. За него получава наградата за креативност в Чинечита от региона Лацио с мотивацията: „чест за новаторството и оригиналността в сценария на филма“.

## Личен живот
На 17, 5 г. Хенгер се запознава в Италия с Рикардо Скики – италиански режисьор, фотограф и предприемач в сферата на порнографията. По-късно те се срещат отново в Унгария. Двамата започват да работят заедно, когато тя е на 18 г., през 1990 г., с работа, които първоначално не включват голота. Романтично свързани от 1992 г., двамата решават да заживеят заедно в Рим. Междувременно на 18 август 1991 г. в Дьор Хенгер ражда първото си дете – дъщеря на име Мерседес от вече бившия си партньор Йелинек. Първоначално дъщерята трябва да носи само фамилията на майката, но бащата, за да избегне затвора поради съдебни проблеми иска да я признае, като по този начин се възползва от правата на нов родител, предоставени в Унгария. Мерседес расте с майка си, но законно Хенгер има съвместно попечителство над нея с Йелинек. През 1994 г. Хенгер решава да го съди за поведението му, като взема предвид и неплащането на издръжка на детето. Йелинек така и не плаща издръжка, но Ева получава изключително попечителство над Мерседес. Хенгер се омъжва за Рикардо Скики в Рим на 19 януари 1994 г. и от техния съюз се ражда синът им Рикардо на 22 декември 1994 г. Мерседес носи името „Мерседес Йелинек Скики“. Скики иска тя бъде призната за негова дъщеря, като по този начин запазва тайната на биологичното бащинство; през 2019 г. Мерседес прави темата публична, подчертавайки, че за нея единственият баща все още е Скики. На 9 декември 2012 г. Хенгер съобщава за смъртта на 59-годишния си съпруг диабетик.  Въпреки че Хенгер и Скики водят отделен живот от няколко години, не се раздлят по закон и Ева остава до Скики до края.
От 2005 г. Хенгер е романтично свързана с продуцента Масимилиано Каролети (запознават се 4 години по-рано при откриването на семейната верига от спа центрове), от когото има дъщеря Дженифър, родена на 12 април 2009 г. в Рим. Хенгер и Каролети се женят в Рим на 14 април 2013 г. На 13 март 2019 г. двойката се жени повторно на Малдивите.
След смъртта на Скики, основател и собственик на агенцията „Дива Футура“, марката „Дива Футура“, свързаните с нея артикули и други активи стават собственост на съпругата му Хенгер и на децата й Мерседес и Рикардо. Агенцията е закрита през 2021 г. с акционерен капитал от 20 000 000,00 евро. Хенгер и децата й запазват авторските права и правата върху филмовия каталог; по-специално Хенгер съхранява архива в Кампаняно ди Рома.
През 2007 г. заедно със съпруга си Масимилиано Каролети, с когото си сътрудничи няколко пъти, тя основава "Anteprima Eventi Production e Management" – бизнес за производство на филми, видео и телевизионни програми.

### Филантропия
От началото на кариерата си Хенгер участва в различни инициативи за солидарност, социална ангажираност и благотворителност. От 2005 г. подкрепя Националната лига за защита на кучетата (LNDC). Винаги защитничка на правата на животните, през 90-те години тя се съблича пред Палацо Монтечиторио в защита на малтретираните кучета.
Освен това, винаги близо до чувствителни въпроси, тя е спонсор на събития срещу насилието над жени и подкрепя правата на ЛГБТ общността.

## Филмография

### Сценарист
- Pin Hacked, реж. Андреа Д'Емилио (2024) – късометражен филм – надзор на сценария
- The Contract, реж. Масимо Паолучи (2024)

### Помощник режисьор
- The Contract, реж. Масимо Паолучи (2024)

### Редакционен секретар
- Pin Hacked, реж. Д'Емилио (2024) – късометражен филм
- Pin Hacked, реж. Андреа Д'Емилио (2024) – късометражен филм – наблюдение на историята
- The Contract, реж. Масимо Паолучи (2024)

### Кастинг
- Pin Hacked, реж. Андреа Д'Емилио (2024) – късометражен
- The Contract, реж. Масимо Паолучи (2024)

### Традиционна

#### Кино
- Fantozzi - Il ritorno, реж. Нери Паренти (1996)
- Il fantasma, реж. Джо Д'Амато (1998)
- Un mostro di nome Lila, реж. Енрико Бернард (1998)
- I sogni proibiti di Lila, реж. Енрико Бернард (1999)
- Il giuoco dei sensi, реж. Енрико Бернард (2001)
- E adesso sesso, реж. Карло Ванцина (2001)
- Gangs of New York, реж. Мартин Скорсезе (2002)
- Le barzellette, реж. Карло Ванцина (2004)
- Tutti all'attacco, реж. Лоренцо Виньоло (2005)
- Il ritorno del Monnezza, реж. Карло Ванцина (2005)
- Parentesi tonde, реж. Микеле Лунела (2006)
- La natura di Lila, реж. Енрико Бернард  (2006)
- Nemici per la pelle, реж. Росела Друди (2006)
- AD Project, реж. Ерос Пулиели (2006)
- Una settimana di risate, реж. Давид Емер (2006)
- Bastardi, реж. Федерико Дел Дзопо и Андрес Алче Мелдонадо (2008)
- Torno a vivere da solo, реж. Джери Кала (2008)
- Guardando le stelle, реж. Стефано Калваня (2008)
- Fallo per papà, реж. Чиро Черути и Чиро Вилано (2012)
- Roma nuda, реж. Джузепе Ферара (2012) – часто излъчване в Рим
- Habemus film - Perugia oggi, реж. Роберто Горачи и Алесио Ортика (2016) – филм за благотворителност
- Tic toc, реж. Давиде Сковацо (2023)

#### Телевизия
- Различни тв несми филми през 80-те г.
- Derrick – немски тв сериал, еп. 17x01-17x08 (1990)
- A Song for Eurotrash, реж. Питър Стюарт (1998)
- Max-G Hunter Production – ситком (2001)
- Zovvo – ситком (2002)
- Argoss - Il fantastico Superman – ситком (2003)
- Le avventure di Diabetik, реж. Андрес Алче Мелдонадо – ситком (2007)
- The Bang – ситком (2006-2008)
- La performance dei morti viventi – късометражен (2010)
- Roma nuda, regia di Giuseppe Ferrara (2012) – pчастно излъчване в Рим
- Il signore del porno - Riccardo Schicchi, реж. Алберто Д'Онофрио (2012)
- Essere Moana - Segreti e misteri, реж. Алесандро Галуци, Флавия Триджани и Марина Лой (2023) – док. сериал
- Sartù, il sorriso è servito – тв сериал (2024)

#### Среднометражни
- L'ispettore Derrick... e Harry!, реж. Давид Емер (2002)
- La dolce via, реж. Марко Коли (2003)

#### Късометражни
- Il gioiello, rреж. Стефано Калваня (2006)
- Il postino sogna sempre due volte, реж. Роко Мартино (2020)

#### Музикални видеоклипове
- 1998 - Ooh Yeah
- 2005 - Alterego на Неарко (реж. Джури Росети)
- 2006 - My Heart Is Dancing
- 2006 - Mal di stomaco на Фабри Фибра (реж. Козимо Алема)
- 2011 - Closer di Ekow Wonder feat. Снуп Дог и Килиан Маш (реж. Клаудио Дзагарини и Марко Павоне)
- 2011 - U R A Million $ Girl di Дуейн feat. Диди, Кери Хилсън и Трина (реж. Джил Грийн и Клаудио Дзагарини)
- 2012 - (Avalanche) Rescue Me from the Dancefloor на M.iam.i и Фло Рида (реж. Клаудио Дзагарини, Джанлука Катания и Самуеле Дало)
- 2013 - Tum cha cha
- 2014 - Acrobat di A-Roma feat. Снуп Дог и Ори Джексън (реж. Марк Корни и Масимилиано Каролети)
- 2019 - Buona primavera на Памела feat. Траш италиано и Елеонор Феруци (реж. Ариана Мерьо, Марко Д'Анолфи и Андреа Папацони)
- 2020 - Come Adamo ed Eva с Шара
- 2020 - Come Adamo ed Eva: Live Milano - The Club/Fidelio с Шара
- 2022 - Callo puttano на Рамбо Смаш feat. Стило ака Спейс

### Порнографски филми
- Rocco e le storie vere, реж. Роко Сифреди (1993)
- Rocco e le storie vere - Parte 2, реж. Роко Сифреди (1993)
- Il mistero del convento, реж. Марио Салиери (1993)
- Finalmente pornostar (la conchiglia violata), реж. Рикардо Скики (1997)
- L'angelo dell'inferno - Il vizio del peccato, реж. Джо Д'Амато (1997)
- Peccati di gola, regia di Joe D'Amato (1997)
- Le pornololite di Diva Futura 5, реж. Рикардо Скики (1997)
- Eva più che mai!!!, реж. Антонио Адамо и Рикардо Скики (1998)
- Capricci anali, реж. Джо Д'Амато (1998)
- Showgirl, реж. Джо Д'Амато (1998)
- Il fantasma, реж. Джо Д'Амато (1998)
- Experiences - Il culo violato, реж. Джо Д'Амато (1998)
- Experiences - Il culo violato: Seconda parte, реж. Джо Д'Амато (1999)
- Private XXX 5, реж. Питър Бакман, Джон Милърман и Франк Тринг (1999)
- Eva per tutti! (il sogno diventa realtà), реж. Рикардо Скики (1999)
- A letto con Eva - Esordienti in azione, реж. Рикардо Скики  (1999)
- Eva contro Eva, реж. Рикардо Скики  (2001)
- Scacco alla regina, реж. Рикардо Скики (2001)

### Документални филми
- Camerini ardenti, реж. Пиетро Бала и Моника Репето (1996)

## Телевизия
- Cin cin (TV Perú, 1990)
- Ciao Darwin 3 (Canale 5, 2000)
- Milano-Roma (Rai 2, 2000-2002)
- Eurotrash (Channel 4, 2001)
- Eva contro Henger (My-Tv, 2001)
- Stracult (Rai 2, 2001, 2003)
- Furore (Rai 2, 2001) – concorrente
- Convenscion (Rai 2, 2001)
- Superconvenscion (Rai 2, 2001)
- Convenscion a colori (Rai 2, 2002)
- Convenscion Express (Rai 2, 2002)
- Stracult Redux (Rai 2, 2002)
- Cocktail d'amore (Rai 2, 2002-2003)
- Libero (Rai 2, 2003)
- Tv Zone (Rai 2, 2003)
- Cronache marziane (Italia 1, 2004-2005)
- La fattoria 2 (Canale 5, 2005) – concorrente
- Paperissima Sprint (Canale 5, 2005)
- Domenica in (Rai 1, 2005)
- Grande Fratello 6 (Canale 5, 2006) – insegnante di ungherese
- Saturday Night Live from Milano (Italia 1, 2006-2008)
- Azzardo (Italia 1, 2007)
- Lucignolo (Italia 1, 2007)
- Ciao Darwin 5 - L'anello mancante (Canale 5, 2007) – capitana categoria vincente: Trasgressive
- Chef per un giorno (LA7/LA7d/Discovery Real Time, 2008)
- Cocktail d'amore Zip (RaiSat Premium, 2008)
- Pomeriggio Cinque (Canale 5, 2008-2023)
- Mattino Cinque (Canale 5, 2009-2012)
- Domenica Cinque (Canale 5, 2009-2012)
- Ciao Darwin 6 - La regressione (Canale 5, 2010)
- Top Secret (Rete 4, 2011)
- Hobby (Vero, 2012)
- Pescati dalla rete (Vero, 2012-2015)
- Pescati dalla rete - Christmas Edition (Vero, 2012-2015)
- Domenica Live (Canale 5, 2012-2021)
- La Mala EducaXXXion (LA7d, 2013)
- Cantando ballando (Canale Italia, 2015)
- L'isola dei famosi 13 (Canale 5, 2018) - concorrente
- Live - Non è la D'Urso (Canale 5, 2019-2020)
- Il salone delle celebrità (Real Time/Discovery+, 2024)

### Уеб телевизия
- Eva contro Henger (My-Tv, 2001)
- Vip Champion (361tv, 2016-2018)
- Casa Signorini (361tv, 2017-2018)
- Il salotto delle celebrità - Sanremo 2023 (Instagram/Facebook, 2023)
- Il salotto delle celebrità - Venezia 2023 (Instagram/Facebook, 2023)

## Дискография
Миниалбуми
- 2009 - Lost Love

Сингли
- 1998 - Ooh Yeah
- 2006 - My Heart Is Dancing
- 2007 - Quando te quiero
- 2007 - Romantica с Мал
- 2009 - Lost Love
- 2011 - Parole parole, с Dr. Feelx
- 2013 - Tum cha cha
- 2019 - Come Adamo ed Eva, с Шара
- 2023 - Influencer ("Sfrizzami" edition) на Сара Томази feat. Ева Хенгер и Франческа Чиприани

Музикални видеоклипове
- 1998 - Ooh Yeah
- 2006 - My Heart Is Dancing
- 2013 - Tum cha cha
- 2020 - Come Adamo ed Eva, с Шара
- 2020 - Come Adamo ed Eva: Live Milano - The Club/Fidelio, с Шара

Поява в чужди видеооклипове
- 2005 - Alterego на Неарко (regia di Jury Rossetti)
- 2006 - Mal di stomaco di Fabri Fibra (regia di Cosimo Alemà)
- 2011 - Closer di Ekow Wonder feat. Snoop Dogg & Kylian Mash (regia di Claudio Zagarini e Marco Pavone)
- 2011 - U R A Million $ Girl di Dwaine feat. Diddy, Keri Hilson & Trina (regia di Gil Green e Claudio Zagarini)
- 2012 - (Avalanche) Rescue Me from the Dancefloor di M.iam.i & Flo Rida (regia di Claudio Zagarini, Gianluca Catania e Samuele Dalò)
- 2014 - Acrobat di A-Roma feat. Snoop Dogg & Orry Jackson (regia di Marc Korn e Massimiliano Caroletti)
- 2019 - Buona primavera di Pàmela feat. Trash Italiano & Elenoire Ferruzzi (regia di Arianna Mereu, Marco D'Annolfi e Andrea Papazzoni)
- 2022 - Callo puttano di Rambo Smash feat. Stylo aka Space

Сътрудничества
- 2007 - Romantica, с Мал
- 2011 - Parole parole, с Dr. Feelx
- 2019 - Come Adamo ed Eva, с Шара

Саунтраци
- 1998 - A Song for Eurotrash на Питър Стюарт, с Ooh Yeah

## Външи препратки
- Официална Фейсбук страница
- Ева Хенгер в Инстаграм
- Ева Хенгер на Imdb.com
- Ева Хенгер на AllMovie
- Ева Хенгер на Adult Film Database
- Ева Хенгер на Internet Adult FIlm Database
- Ева Хенгер на Discogs

|  | Тази страница частично или изцяло представлява превод на страницата Éva Henger в Уикипедия на италиански. Оригиналният текст, както и този превод, са защитени от Лиценза „Криейтив Комънс – Признание – Споделяне на споделеното“, а за съдържание, създадено преди юни 2009 година – от Лиценза за свободна документация на ГНУ. Прегледайте историята на редакциите на оригиналната страница, както и на преводната страница, за да видите списъка на съавторите. ВАЖНО: Този шаблон се отнася единствено до авторските права върху съдържанието на статията. Добавянето му не отменя изискването да се посочват конкретни източници на твърденията, които да бъдат благонадеждни. |